# Blur (Album)
Blur ist das fünfte Studioalbum der britischen Rockband Blur. Es erschien am 10. Februar 1997 und ist bis heute ihr meistverkauftes Album.

## Beschreibung
Das selbstbetitelte Album stellt einen mutigen Schritt dar, da es sich verhältnismäßig radikal vom bisherigen Sound der Band abwendet, der in den Jahren des Britpop-Booms von 1993 bis 1996 zu ihrem Markenzeichen geworden war. Bis dahin prägten vor allem klassische Elemente der britischen Popgeschichte und deren wichtigste Protagonisten, wie die Beatles, The Clash, die Kinks und XTC, die Musik von Blur, nun waren deutlich stärkere amerikanische Indie-Rock- und Lo-Fi-Einflüsse zu hören, wie etwa der Bands Pavement und Guided by Voices. Klarer als zuvor kam die Punk-Vorliebe der Band zum Vorschein, auf Essex Dogs sogar erstmals Albarns Interesse an Dub-Musik. Blur grenzten sich somit von Britpop-Zeitgenossen (allen voran Oasis) ab, die ihrem bisherigen Sound weitgehend treu blieben und weniger Experimente in ihre Musik einfließen ließen. Einzig die erste Single Beetlebum und Look Inside America sind noch im Britpop und im Pop der späten 1960er Jahre verhaftet, von den restlichen Albumtracks wurde vor allem der Punk-Evergreen Song 2 einem breiteren Publikum bekannt und ist heute wohl der populärste Song der Band.

## Titelliste
1. Beetlebum – 5:04
2. Song 2 – 2:02
3. Country Sad Ballad Man – 4:50
4. M.O.R. – 3:27
5. On Your Own – 4:26
6. Theme from Retro – 3:37
7. You're So Great – 3:35 (Graham Coxon on vocals)
8. Death of a Party – 4:33
9. Chinese Bombs – 1:24
10. I'm Just a Killer for Your Love – 4:11
11. Look Inside America – 3:50
12. Strange News from Another Star – 4:02
13. Movin' On – 3:44
14. Essex Dogs – 8:08